# Centro (Biella)
Centro è, nella sua prima accezione relativa alla città di Biella, un rione costituito nel 1938 e corrispondente al seguente quadrilatero: a nord segue via Gramsci e via XX Settembre, a ovest l'asse di via Pietro Micca e via Carlo Fecia di Cossato fino a via Tripoli, a sud via Tripoli e via Bengasi, a est percorre via Trento fino a risalire via Repubblica fino all'incrocio con via XX Settembre.   
Con il successivo passaggio ai consigli di quartiere e alle circoscrizioni, i suoi confini territoriali si estendono assorbendo i rioni Borgo a nord e Rossigliasco a est. La superficie complessiva del quartiere/circoscrizione Centro risulta pertanto così suddivisa:  
- Rione Borgo: 0,3520 km²
- Rione Rossigliasco: 0,2860 km²
- Rione Centro propriamente detto: 0,3920 km² (compresi 0,0360 km² del Quartiere degli Affari già in esso incluso)

In virtù della sua suddivisione, il quartiere presenta oggi due zone e due anime completamente diverse. La parte antica (rione Borgo) e la zona nuova, urbanizzata a partire dagli anni cinquanta del Novecento e denominata nella sua parte occidentale Quartiere degli Affari, nonché la parte meridionale fino ad allora utilizzata soltanto come sede della stazione ferroviaria della Linea Biella-Santhià, soppressa nel 1958. Ai limiti del quartiere sorgono una monumentale fontana ottocentesca, denominata Fons vitae e una più ridotta Fontana dell'Orso dei Giardini Zumaglini (l'orso è il simbolo della città di Biella). Il quartiere si snoda quindi lungo l'asse longitudinale della via principale, quella del passeggio e dello shopping, la via Italia. Lo sviluppo storico del quartiere si realizzò infatti lungo la Roggia del Piano, che, ora interamente coperta, scorre sotto a via Italia. Lungo quest'asse chiudeva la città verso sud la demolita porta Torino (originariamente detta porta Rossigliasco).  

## Caratteristiche
La parte storica del quartiere è localizzata nel rione Borgo. Questa è la parte della città di origine tardoromana che esisteva prima della fondazione del borgo del Piazzo dopo la metà del XII secolo, che anche durante il Medioevo ospitò il centro religioso della città (attorno all'odierna piazza Duomo). 
Nel rione Borgo si trovano i monumenti più importanti della parte bassa di Biella (Biella Piano, che con questo nome si distingue dal nucleo storico del Piazzo), vale a dire la cattedrale con il campanile romanico e l'antico battistero di Biella del X secolo. All'interno della cattedrale, e più precisamente in una cappella del nartece, si trova il curioso affresco detto Cristo dei lanaioli. L'interno presenta decorazioni neogotiche a motivi vegetali e non.
Nello stesso spazio urbano ove sorge la cattedrale si trova un'ampia piazza in parte porticata, sulla quale affacciano il grande edificio del seminario ed al centro campeggia la Fontana del Mosè. Sul lato della cattedrale, al centro di una sorta di rientranza della piazza (intitolata a Monsignor Carlo Rossi) sorge il Battistero ed al suo lato sinistro il Palazzo Oropa, sede del Municipio. Nella cripta del battistero sono sepolti i vescovi della città, in una curiosa disposizione verticale dei sepolcri.
La cattedrale biellese fu luogo centrale in occasione delle celebrazioni per la Peregrinatio Mariae del 1949. Altro monumento significativo adiacente alla cattedrale è la chiesa della Santissima Trinità.
I confini del quartiere si allargano poi a est con l'inclusione del rione Rossigliasco, spingendosi quindi fino al torrente Cervo. In questa zona sorgono, fra l'altro, il Palazzo di Giustizia e il complesso che fino al novembre 2014 ha incluso l'ospedale Degli Infermi, poi trasferito a sud del Villaggio Lamarmora. In via Guglielmo Marconi si trova la Chiesa di San Francesco d'Assisi, consacrata nel 1956. La parte pedonale dei viali Carducci e Matteotti si affaccia, con ampia visuale, sulla frazione Chiavazza. 
Il quartiere ha vissuto un notevole sviluppo dalla seconda metà del XIX secolo in seguito al trasferimento dal Piazzo del municipio e con la costruzione della prima stazione della ferrovia Santhià-Biella (che sorgeva nell'area dell'attuale CDA, lungo via Alfonso La Marmora) e all'espansione urbana conseguente. A partire dagli anni trenta del XX secolo l'espansione urbana si sposta verso sud creando continuità con il quartiere di San Paolo, ma anche successivamente non sono mancati nel Centro interventi di trasformazione urbana, come la creazione del cosiddetto Quartiere degli Affari (che oggi pone il quartiere in continuità urbana verso il Vernato), mentre nel rione Borgo sono stati realizzati gli edifici delle poste (in via Pietro Micca), della biblioteca civica (un tempo adiacente alle poste, dal 29 febbraio 2016 situata nella ex palestra di piazza Curiel poco distante), la galleria Leonardo da Vinci (tra via Gramsci e via Vescovado), la riqualificazione dell'area dello stabilimento Boglietti (tra piazzale De Agostini e via Pietro Micca).